# Moldavien i olympiska sommarspelen 2004
Moldavien i olympiska sommarspelen 2004 bestod av 33 idrottare som blivit uttagna av Moldaviens olympiska kommitté.

## Boxning
Flugvikt
- Dorin Gutu
  - 16-delsfinal: Besegrade Cornel Balan från Armenien (33 - 46)

Weltervikt
- Vitalie Grușac
  - 16-delsfinal: Bye
  - 8-delsfinal: Förlorade mot Kim Jung Joo från Sydkorea (20 - 23)

## Brottning
Fristil, herrar 55 kg
- Ghenadie Tulbea
  - Pool 1
    - Förlorade mot Rene Montero från Kuba (0 - 5)
    - Förlorade mot Stephen Abas från USA (1 - 6)

  - 3:a i poolen, gick inte vidare (1 TP, 1 CP, 21:a totalt)

Fristil, herrar 66 kg
- Ruslan Bodisteanu
  - Pool 1
    - Förlorade mot Elman Asgarov från Azerbajdzjan (3 - 7)
    - Förlorade mot Jamill Kelly från USA (0 - 3)

  - 3:a i poolen, gick inte vidare (3 TP, 1 CP, 19:a totalt)

## Cykling
Herrarnas linjelopp
- Ruslan Ivanov
  - 5:50:35 (54:a totalt, 8:51 bakom)

- Igor Pugaci
  - 5:50:35 (66:a totalt, 8:51 bakom)

## Friidrott
Herrarnas 3 000 meter hinder
- Ion Luchianov
  - Omgång 1: 8:26.17 (8:a i heat 1, gick inte vidare, 20:a totalt) (nationellt rekord)

Herrarnas tresteg
- Vladimir Letnicov
  - Kval: 16.25 m (17:a i grupp B, gick inte vidare, 32:a totalt)

Herrarnas kulstötning
- Ivan Emelianov
  - Kval: 19.25 m (12:a i grupp A, gick inte vidare, 25:a totalt)

Herrarnas diskuskastning
- Vadim Hranovschi
  - Kval: 55.64 metres (15:a i grupp A, gick inte vidare, 32:a totalt)

Herrarnas släggkastning
- Roman Rozna
  - Kval: 71.78 m (13:a i grupp A, gick inte vidare, 28:a totalt)

Herrarnas tiokamp
- Victor Covalenko
  - 6543 poäng (30:a totalt)
    - 100 meter: 11.28 s (799 poäng)
    - Längdhopp: 7.20 m (862 poäng) (Totalt: 1661 poäng)
    - Kulstötning: 13.04 m (670 poäng) (Totalt: 2333 poäng)
    - Höjdhopp: 1.85 m (670 poäng) (Totalt: 3001 poäng)
    - 400 meter: 51.82 s (733 poäng) (Totalt: 3734 poäng)
    - 110 meter häck: 15.80 s (755 poäng) (Totalt: 4628 poäng)
    - Diskuskastning: 38.19 m (628 poäng) (Totalt: 5117 poäng)
    - Stavhopp: Ingen notering (0 poäng) (Totalt: 5117 poäng)
    - Spjutkastning: 53.46 m (640 poäng) (Totalt: 5757 poäng)
    - 1500 meter: 4:32.81 (786 poäng) (Totalt: 6543 poäng)

Herrarnas 20 kilometer gång
- Feodosiy Chumachenko
  - 1:29:06 (34:a totalt)

Herrarnas 800 meter
- Olga Cristea
  - Omgång 1: 2:08.97 (6:a i heat 1, gick inte vidare, 36:a totalt)

Damernas 10 000 meter
- Natalia Cherches
  - 34:04.97 (27:a totalt)

Damernas maraton
- Svetlana Tkach-Shepeleva
  - 3:03:29 (61:a totalt)

Damernas höjdhopp
- Inna Gliznutsa
  - Kval: 1.85 m (15:e i grupp B, gick inte vidare, T-26:a totalt)

Damernas tresteg
- Olga Bolşova
  - Omgång 1: 13.90 m (14:e i grupp A, gick inte vidare, 24:a totalt)

## Judo
Herrarnas lättvikt (-73 kg)
- Victor Bivol
  - Sextondelsfinal: Besegrade Richard Leon Vizcaya från Venezuela (Osoto-otoshi; ippon - 1:24)
  - Åttondelsfinal: Besegrade Hamed Malekmohammadi från Iran (Kata-guruma; ippon - 1:50)
  - Kvartsfinal: Besegrade João Neto från Portugal (Tai-otoshi; ippon - 2:01)
  - Semifinal: Förlorade mot Lee Won Hee från Sydkorea (Tai-otoshi; ippon - 1:35)
  - Bronsmatch:' Förlorade mot Leandro Guilheiro från Brasilien (Seoi-nage; w'ari ippon - 4:35)